# ريزدنت إيفل 4
ريزدنت إيفل 4 (بالإنجليزية: Resident Evil 4)، أو كما تعرف في اليابان كـبايوهازرد 4 (بالإنجليزية: 4 Biohazard‎؛ باليابانية: バイオハザード‎، ‏بايوهازرد فور) هي لعبة رعب البقاء منظور الشخص الثالث طورت بواسطة كابكوم برودكشن ستوديو 4 ونشرت من قبل عدة شركات وهي الجزء الرابع من سلسلة « ريزدنت إيفل »، وقد أُصدرت اللعبة في البداية لجهاز الجيم كيوب في شهر يناير 2005 في أمريكا الشمالية واليابان وفي شهر مارس 2005 في أوروبا وأستراليا.
القصة تتبع العميل الخاص للحكومة الأمريكية ليون س. كينيدي، الذي أُرسل في مهمة لأنقاذ آشلي غراهام، ابنة رئيس الولايات المتحدة التي تم اختطافها من طرف طائفة لوس المياندوس .ويرحل ليون إلى منطقة ريفية نائية في أوروبا، حيث يقاتل حشودًا من القرويين العدائيين ووحوشًا معدلة جينياً، ويلتقي بالجاسوسة آدا ونغ. قدمت اللعبة طريقة لعب ميكانيكية جديدة للسلسلة، وابتكرت وساهمت في انتشار منظور الشخص الثالث من «فوق الكتف» في ألعاب الفيديو. حصلت اللعبة على إشادة نقدية واسعة، واعتبرت من قبل الكثير من النقاد المرشحَ الأقوى لجائزة لعبة العام في 2005.
كانت اللعبة نجاحاً ساحقاً حيث جذبت طريقة اللعب الجديدة والأسلوب المبهر لكن لم تعجب جمهور رزدنت إيفل القديم ويرون أن شينجي ميكامي أفضل من كوباياشي، وللعبة العديد من اللاعبين غير المطلعين على الأجزاء السابقة للعبة.
أُعيد إصدار اللعبة على أجهزة البلاي ستيشن 2، و‌الحاسوب شخصي، و‌الوي، بالإضافة إلى نسخة مصغرة أُصدرت على آي أو إس، والهواتف المحمولة، وجهاز الزيبو. في 2011 أُصدرت النسخة ذات الجودة العالية من اللعبة  لجهازي بلاي ستيشن 3 و‌إكس بوكس 360.
في 2 من يونيو 2022 ، تم الكشف عن نسخة جديدة قيد التطوير ومن المقرر اصداراها في 24 مارس 2023 ، لجهاز بلاي ستيشن 5، اكس بوكس سيريز اكس.

## القصة
القصة تبدأ بعد مضي 6 سنوات على حادثة مدينة راكون في الجزء الثاني من اللعبة. جميع أحداث اللعبة تكون في أوروبا بقرية ذات سكان لا يفقهون اللغة الإنگليزية  (باستثناء زعيمهم اوسموند ساددلر وآخرين من كبار القوم وقادتهم) وينتمون إلى عقيدة عدوانية يهاجمون كل من لا ينضم إليهم . ويعود في هذه المرة ليون لتنفيذ مهمة جديدة، وهي إنقاذ ابنة الرئيس آشلي غراهام (Ashley Graham) في ظروف غامضة، حيث تم اختطاف الفتاة البالغة من العمر 20 سنة من قبل جماعة مجهولة، فينطلق ليون بعد تكليفه المهمة البالغة السرية لإنقاذ آشلي وإعادتها إلى أهلها سالمة من تلك القرية التي تعج بالأحداث الغامضة والمريبة، وبذلك تبدأ اللعبة يبدأ رعب البقاء على قيد الحياة إذ يكون اللاعب محاصر بقوم يحاولون قتله طوال مغامرته.

ليون في مواجهة مجموعة من الجينادو. على عكس الأجزاء السابقة من السلسلة، ريزدنت إيفل 4 تضع الكاميرا خلف وعلى كتف بطل اللعبة. يسمح الليزر لللاعب باستهداف أماكن رئيسية في الأعداء.

ما يميز هذه القصة هو سيرتها الثابتة والسرعة الرهيبة في أسلوب طرحها بطريقة مشوقة مصحوبة بأحداث مثيرة قد تدفع التساؤل الدائم عما قد يحدث في النهاية.

### مسيرة وتفاصيل القصة
في عام 2004، تحولت شركة أمبريلا العاملة في مدينة راكون سيتي إلى الشؤون العامة، وبعد تحقيق قامت به الحكومة الأمريكية فإن العديد من موظفي هذه الشركة تم القبض عليهم ومحاكمتهم وتم إيقاف أعمال الشركة مما أدى إلى أفلاسها.
ليون كينيدي، واحد من القلائل الذين نجوا من حادثة راكون سيتي وهو أحد أعضاء الشرطة السابقين في المدينة تم توظيفه من قبل الحكومة الأمريكية ليكون عميلاً سرياً بعد أن علمت الحكومة عن قدراته وإنجازاته السابقة في راكون سيتي، وتم إرسال ليون في مهمة لإنقاذ ابنة الرئيس الأمريكي (آشلي) والتي تم اختطافها من قبل طائفة مجهولة، قام ليون بالسفر إلى قرية ريفية في أوروبا حيث وجهت نفسه في مواجهة جماعات قوية وصعبة المراس الذين وهبوا حياتهم إلى لوس ايلومينادوس.
تبدأ اللعبة بمشهد سيارة تقل ليون ورفاقه عبر غابة متوجهين إلى إحدى القرى الريفية بحثا عن ابنة الرئيس وتقوم السيارة بإنزاله قرب أحد البيوت والتي يتجه إليها ليون حيث يجد أحد الأشخاص فيها وعندما يسأله عما إذا كان قد شاهد ابنة الرئيس يرد عليه بلغة غير مفهومة وبمجرد أن أدار ليون ظهره للخروج تفاجأ بذلك الشخص يحمل فأسا ليضربه وتبدأ اللعبة من هنا.
هذا الجزء قد لا يكون مليئاً بالأحجيات كسابقه ولكنه يبقى يحتوى على قصة مثيرة تشدك لإكمالها، يزيد من صعوبة هذه اللعبة كثرة المهمات المظلمة فيها حيث لا توجد إضاءة مما يضفي جواً من الرعب والتشويق على اللاعب لانه لا يعلم من أين يتجه ومن يواجهه من وحوش بحيث يضطر اللاعب دائماً إلى استخدام الخريطة لمعرفة موقعه وأين يتجه.
من الجوانب الجميلة أيضاً في اللعبة هو عملية إنقاذ آشلي، حيث تتضاعف المسؤولية على ليون الذي عليه أن يحافظ على |شلي طوال اللعبة من أن تصاب بسوء وفي أي حال نجح الأعداء في قتل آشلي أو خطفها فإن المهمة تفشل مباشرة وتنتهي اللعبة، لذلك فإن اللاعب يجب أن يعلم تماماً كيف يتحرك وهو آشلي كما أن اللعبة منحته خيارات بأن يصدر أوامر لآشلي في البقاء أو الاختفاء في مكان معين حتى يتمكن من القضاء على الفلاحين والقرويين.
وخلال رحلة الهروب يواجه ليون واشلي وحوشا مختلفة في القوة والشراسة وحتى في الحجم وأحياناً قد لا يتسنى لللاعب مشاهدة عدوة خصوصاً في الغرفات والدهاليز المظلمة حيث يفاجأ اللاعب براسه سقطت على الأرض جراء هجوم مفاجئ.
وفي أول امتحان لليون وآشلي يجد أبطال القصة أنفسهما محاصرين من قبل القرويين فيضطرا إلى الاختباء في كوخ قريب ويجدهناك لويس
الذي يساعد ليون في قتل القرويون حيث تبدأ الوحوش بكسر النوافذ والدخول عليهم من كافة الأماكن وإن لم تستطع التصرف بحكمة بأسحلتك ونفذ الرصاص منك فقل على الدنيا السلام.
وبعد النجاح ومحاولة الهرب عبر أحد الممرات يخرج لهما وحش لا معالم له يحاول قتل آشلي وبعد ذلك يضطر ليون لمجابهة زعيم القرية داخل مخزن مغلق وفي الوقت الذي قد تظن فيه أن الجحيم قد انتهى بموت زعيم القرية تفاجئ أنه كان أهونهم وأخفهم حيث يضطر ليون إلى الهروب داخل قلعة ليتفاجأ بأتباع أشد قسوة من القرويين يستخدمون كافة أشكال الأسلحة وداخل القلعة تقع آشلي في الأسر مجددا وتبدأ رحلة معاناة جديدة وألوان مختلفة من الرعب والإثارة.يضطر خلالها ليون إلى السفر إلى مجمع عسكري وأبحاث يقع في جزيرة قريبة، وبعد مواجهات عديدة مع أتباع سادلراستطاع ليون إنقاذ آشلي وهزيمة سادلر بمساعدة آيدا، ويكتشف ليون قارورة تحتوي على نموذج لبلاجاس، ولكن آيدا تجبره على أن يمنحها إياها وبعدها هربت من المجمع بهيلوكبتر تاركة ليون واشلي يهربون بواسطة زلاجة مائية نفاثة.
خلال المهمة فإن ليون يجتمع مع آيدا وونج، المرأة التي قابلها في الجزء الثاني من السلسلة وجاك كراوسر وهو أحد أصدقاء ليون القدامي أثناء تدريبه مع الحكومة والذي اعتقد بأنه قد مات، كما أنه قابل لويس سيرا وهو أحد الباحثين والذي عالج ليون أثناء مهمته ثم قتل بعد ذلك، وعند قراءته لملاحظات سيرا يكتشف ليون أن لوس ايلومينادوس يسيطر على الأشياء من خلال زرع جرثومة طفيلية تتحكم في العقل وتدعى لاس بلاجاس في أجسادهم.

## أسلحة
الأسلحة في هذه اللعبة متنوعة والإضافة في هذا الجزء أن الأسلحة لا يتم إيجادها في أماكن محددة أو في صناديق كما الجزء الأول والثاني وإنما تقوم بشراءها من أحد الباعة في اللعبة والذي تصادفه بشكل متكرر بين مرحلة وأخرى ولشراء الأسلحة عليك تجميع أكبر عدد من النقود والتي تحصل عليها من خلال قتل من يهاجمونك وايضا الوحوش العملاقه وتأخذ نقودا أكثر، فضلا عن تجميع الكنوز المخفية في أماكن مختلفة من اللعبة والتي تحتاج إلى شراء خريطة لإيجادها بشكل أسهل.

## البيع والشراء
بين مرحلة وأخرى يكون بإمكانك تطوير أسلحتك وشراء بنادق ومسدسات أكثر تطوراً وسرعة ولكن عليك دوماً أن تعلم ما تشتري لأن حجم الحقيبة لديك محدود علماً بأنه بإمكانك شراء حقيبة أكبر ولكن بسعر كبير طبعاً، كما يمكنك في هذه اللعبة أن تبيع أسلحتك القديمة لتوفير المال لشراء الأسلحة المطورة ولكن طبعاً فإن التاجر في السوق يبيعك دوماً بأعلى الأسعار ويشترى منك بنصف السعر لذلك فعليك أن تكون بارعاً في عملية البيع والشراء أيضاً.

## الحالة الصحية
في هذه اللعبة عليك أن تحافظ جيدا على الأعشاب الطبية ويمكن ان تجمع الدواء مثل الاجزاء الأول والثاني والثالث لأنك معرض للموت في كل لحظة كما ينبغي ان تكون حكيما في استخدام الطلقات والبارود لأنها ليست متاحة دائماً وبكثرة ويوجد ثلاثة أنواع من الاعشاب الطبية ويمكن تركيبها مع بعضها البعض وهي في ثلاثة ألوان الأخضر والأصفر والأحمر.

## الصاروخ
وهناك RPG تحمل على الكتف تستطيع ان تستخدمها باللعبة، أيضاً عندما تنهي اللعبة يمكنك الحصول على اسلحة ذات ذخيرة لا نهائية.

## مميزات اللعبة
اللعبة تحتوي لغات رعب قوية جدا فالأشياء تشبه
الحقيقة نسبيا والأجواء في بعض الأحيان مرعبه
ومن خلال لعبك تجد أنك تلعب بلعبة أشبه إلى الواقع من الخيال فالشعر مثلا يتحرك مع تحرك ليون والهواء له تأثير بعض الأحيان على الشعر حيث يتحرك الشعر مع الهواء فقدرات الشريط تناسبت كثيرا مع قدرات البلايستيشن 2 الحقيقية وأيضا التأثر بالرصاص للعدو فعندما تصوب على أماكن من جسمه يختلف تأثره به فعدما تصوب على قدمه يختلف عن التأثر عندما تصوب على يده أو رأسه أو ظهره وأيضا إذا كان يحمل العدو قبعتا فعند تصويبك إليه تسقط منه أوكان في يده فأس أو قنابل أو سيف فإنك تستطيع أن تسقطه منه بتصوبيك على يده.
ولكن هنا تأثر من دون نواتج تأثير تظهر في جسده أو ملابسه.

## (متوسط) معدل الوقت لانهاء اللعبة
في لعبة ريزدنت ايفل 4 تكون احداثها طويلة نسبيا بسبب الألغاز وقوة العدو القرويون ويكون معدل انتهاء وقت اللعبة زمنيا بحدود ال14 ساعة لكن لو استمررت من دون توقف سوف تنهيها يحدود ال 3ساعات ولو كان اللعب متقطع فسوف تنهيها بحدود ال39 ساعة اواكثر وسوف تجد الوقت الذي انهيت به اللعبة عند اكمالك للعبة وليس الألعاب الفرعية الموجودة في اللعبة.

## طريقة التحكم
اكس = إطلاق النار (مع زر «أر 1») / التفاعل (مثل فتح الباب/القفز من خلال النافذة/استخدام المصعد ... إلخ)
مربع أو دائرة = إعادة شحن الرصاص (مع زر «أر 1») / الركض (مع زر سهم علوي) / الإستدارة للخلف (مع زر سهم خلفي)
مثلث = الخريطة
أر 1 = الإستعداد لإطلاق النار
أر 2 = إعطاء الأوامر لأشلي
إل 1 = الإستعداد لاستخدام السكين / (مع زر «اكس») لاستخدام السكين
فوق = المشي للإمام
تحت = المشي للخلف
يمين = انعطاف لليمين
يسار = انعطاف لليسار
ستارت = فتح قائمة الإدوات (الأسلحة و الأدوية و الرصاص)
سيليكت Select =  إلغاء المشاهد السينمائية